# Fsck
fsck (zkratka z anglického File System ChecK) je v informatice nástroj pro kontrolu a opravu souborového systému v unixových operačních systémech, jako je třeba Linux nebo OS X.

## Použití
Obecně platí, že fsck je spuštěn automaticky při startu operačního systému během bootování nebo ho můžeme spustit automaticky pomocí příkazového řádku. Příkaz pracuje přímo na datových strukturách uložených na disku, které jsou specifické pro každý souborový systém. Proto je příkaz fsck pro každý souborový systém jiný, a proto se liší i chování různých variant příkazů fsck, ale ve výsledku poskytují stejný výsledek pro koncového uživatele.
Většina fsck nástrojů nabízí možnosti jak opravit poškozený souborový systém. Uživatel musí pouze spustit příkaz ale nemusí však do ničeho zasahovat, protože příkaz funguje automaticky, takže nemusí vědět konkrétně o jaký problém se jedná. Částečně obnovené soubory, které nemohou být zrekonstruovány, jsou následně umístěny do adresáře lost+found, který je umístěn v kořenovém adresáři opravovaného souborového systému.
Správce systému může příkaz fsck spustit ručně, pokud se domnívá, že je v souborovém systému chyba. Pokud však operační systém běží a souborový systém je připojen v režimu čtení/zápis (read/write), nelze nástroj fsck na souborový systém použít, protože data uložená na pevném disku nejsou konzistentní – některá mohou být ještě v operační paměti (RAM) a nemusí být na disk zapsána. V takovém případě je nutné ukončit všechny procesy, které se souborovým systémem pracují (viz nástroje lsof a fuser) a souborový příkaz odpojit příkazem umount nebo alespoň převést souborový systém do režimu pouze pro čtení (read-only). Příkaz fsck lze spustit i na připojený souborový systém, avšak výsledkem může být ztráta dat a havárie jádra operačního systému.
Modernější souborové systému typu ZFS nemají nástroj fsck a místo něj používají nástroj scrub, který odhaluje a opravuje chyby přímo za chodu systému. Nástroj fsck kontroluje metadata, jakou jsou žurnálovací logy, ale nekontroluje data samotná. Naopak scrub kontroluje data, logy i datové struktury. Díky tomu je možné například za chodu vyměnit celý disk.
Ekvivalentními programy na platformách Microsoft Windows jsou CHKDSK nebo Microsoft ScanDisk.

## Příklad použití
```
$ 
fsck
 
-pcfv
 
/dev/sdb1

```